# N4,N4-Diméthylcytosine
La N4,N4-diméthylcytosine est une base nucléique pyrimidique dérivée de la cytosine par méthylation. Son nucléoside associé est la N4,N4-diméthylcytidine.